# Theodor Philipsen
Theodor Esbern Pilotes (Copenhague, 10 de junio de 1840-Copenhague, 3 de marzo de 1920) fue un pintor danés.
Philipsen creció en una familia cultural y emprendió a poca edad a dibujar. Su interés mayor era ocuparse con los animales, y, por eso, era natural que tuviera una educación agraria. En los años 1860 conoció mediante uno de sus hermanos al pintor Hans Smidth, lo cual le convenció a Philipsen a ser artista. Estudió a la Academia Real Danesa de Arte y siguió después de un corto rato, a la escuela de modelos donde los ideales de Frederik Vermehren para el estudio de la realidad y el respeto al pasado vino a influir al desarrollo artística de Philipsen.
De las colecciones públicas en Copenhague, Philipsen ya conocía a los estudios de J. Th. Lundbye de animales y había emprendido a apreciar los pintores de animales y paisajes de Holanda del siglo XVII. A pesar de toda su enseñanza, el cariño a la naturaleza y los animales domésticos seguía siendo la influencia más importante a las obras de Philipsen.
Encontró su identidad artística en la pintura al aire libre de los años 1880 y mediante su dedicación al impresionismo francés, Philipsen tuvo gran importancia para las generaciones siguientes de coloristas daneses.
Philipsen vio la naturaleza de una forma más realística que sus modelos artísticos. Por eso era lógico para él buscar inspiración en París, y con el pintor Laurits Tuxen atendió enseñanza en la escuela de Léon Bonnat. Ahí Philipsen dibujó intensivamente el croquis y emprendió a mostrar en sus obras lo característico de un movimiento y a dar a sus pinturas un efecto de totalidad.
Philipsen tuvo un conocimiento más íntimo al arte radical francés con su amistad con el pintor belga Rémy Cogghe, con quien estuvo en España en 1882 y el año después en Roma. Luego Philipsen desarrolló su pintura característica en respecto a luz, colores, naturaleza y animales que han relacionado fuertemente su nombre a Saltholm y Amager.

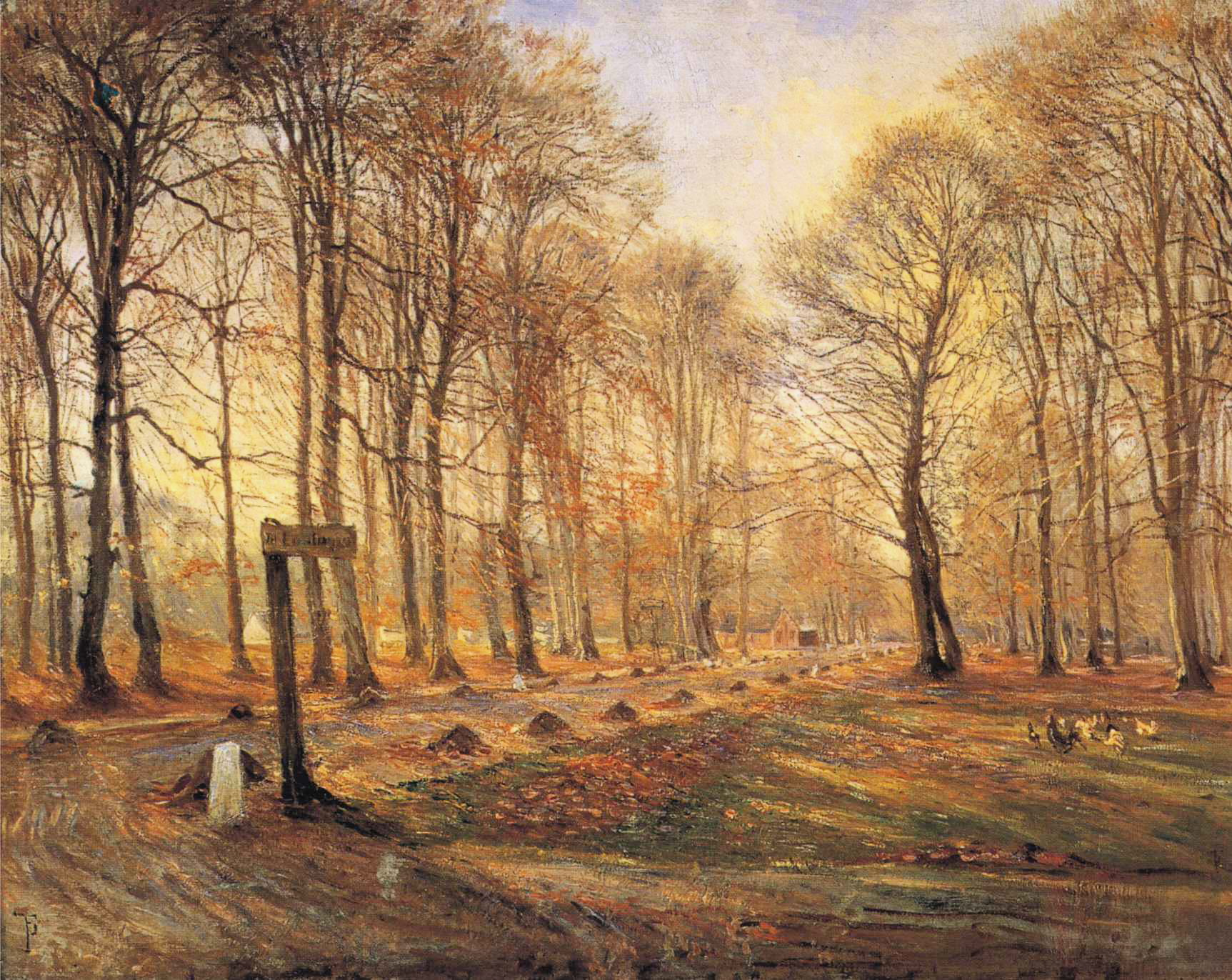
A Late Autumn Day in Dyrehaven, Sunshine

Su interés por el impresionismo fue reforzado por la relación con el pintor francés Paul Gauguin, que en el invierno de 1884-1885 estuvo en Copenhague. Fueron buenos amigos, y de Gauguin Philipsen aprendió usar pinceles pequeños y hacer pinceladas pequeñas.
Mediante su arte, que nunca se ocupaba con lo espectacular, Philipsen vino a desempeñar un papel significante de mediador de las ideas del impresionismo francés, que casi hasta hoy ha dominado a grandes partes de la pintura danesa.